# Восточное Тибести
Восточное Тибести (араб. Muqāṭaʿâtu Tibastī š-Šarqī‎, مقاطعة تبستي الشرقي, фр. Tibesti Est) — один из двух департаментов административного региона Тибести в республике Чад. Появился в феврале 2008 года после разделения департамента Тибести на Восточное и Западное.
Среди 63 департаментов Чада Восточное Тибести является одним из самых маленьких по количеству населения (меньше только в Западном Тибести), согласно переписи 2009 года здесь проживают 14 387 человек (7584 мужчины и 6803 женщины).

## Префектуры
Департамент Восточное Тибести включает в себя 4 подпрефектуры:
- Бардаи (фр. Bardaï);
- Аузу (фр. Aouzou);
- Ебби-Бу (фр. Yébibou);
- Зумри (фр. Zoumri).

## Префекты
- 9 октября 2008 года: Тахер Баркаи (фр. Taher Barkaï)[5].

## Культура
Во время исследований африканского искусства на территории, занимаемой Восточным Тибести, были найдены образцы живописных изображений скотоводческого периода тропической Африки.